# Sîlne, Kiverți
Sîlne (în ucraineană Сильне) este localitatea de reședință a comunei Sîlne din raionul Kiverți, regiunea Volînia, Ucraina.

## Demografie
Componența lingvistică a localității Sîlne
     Ucraineană (99,52%)
     Alte limbi (0,48%)
Conform recensământului din 2001, majoritatea populației localității Sîlne era vorbitoare de ucraineană (99,52%), existând în minoritate și vorbitori de alte limbi.